# Claudio Úbeda
Claudio Fernando Úbeda (Rosario, Santa Fe; 17 de septiembre de 1969) es un exfutbolista y director técnico argentino.  
Apodado "Sifón", jugaba de defensor central y se retiró de la actividad en 2007, con 424 partidos disputados en Primera División, jugando para Huracán, equipo en el que debutó como entrenador ese mismo año.
Fue un jugador importante en la historia de Racing Club debido a su amplia cantidad de partidos disputados, por haber estado presente en momentos complicados de la institución y por haber sido el capitán del equipo campeón del Torneo Apertura 2001, cortando una racha de 35 años sin títulos locales para el club.

## Biografía

Úbeda junto a Alberto Boggio en Rosario Central, 1991.

Comenzó su carrera en las divisiones inferiores de Central Córdoba de Rosario. Formó parte del plantel sub-20 de la Selección Argentina. Finalmente llegó a Rosario Central, club en el cual debutó en Primera el 18 de noviembre de 1990. Para este último club jugó 116 partidos, luego pasó al Tampico Madero de México y en 1995 a Racing Club. 
Con el tiempo se convirtió en símbolo del club de Avellaneda y logró el primer título local del club tras 35 años, el Torneo Apertura de 2001, como capitán del equipo. En 2004 tuvo un paso por el Tokyo Verdy 1969 de Japón para luego regresar a Racing en el año 2005. El 4 de febrero de 2006, en un partido ante Arsenal, Úbeda cumplió 400 partidos en 1.ª división. En 2006 debió alejarse de Racing Club, quedando a sólo 5 partidos del récord histórico de Agustín Mario Cejas como el jugador con más partidos en la historia de Racing, siendo así el jugador de campo que más partidos jugó en toda la historia del club de Avellaneda.
El 12 de agosto de 2006 debutó en Huracán, en la B Nacional, siendo el capitán del equipo. Jugó los primeros 18 partidos en forma completa (sólo se perdió el último por 5 amarillas) del Torneo Apertura 2006 y 17 partidos completos (se perdió uno por 5 amarillas y uno por lesión) del Torneo Clausura 2007. En este Torneo marcó un gol en el 1-0 frente a Tigre en Victoria. Jugó las dos finales por el segundo ascenso y los dos partidos de la Promoción, en los que el club de Parque Patricios logró el ascenso a Primera División.
En el Torneo Apertura 2007 jugó 17 partidos y fue capitán en 14 (en los otros 3 no pudo ser capitán por haber sido expulsado). El 5 de octubre de 2007 cumplió 500 partidos jugados en la Argentina en un encuentro contra Gimnasia de Jujuy.
El 14 de diciembre de 2007 se retiró con un total de 424 partidos jugados en Primera División (505 incluyendo Primera B y Primera B Nacional) y asumió como director técnico de Huracán. El 14 de septiembre del año siguiente renunció a su cargo. En el año 2012 aceptó la propuesta de volver a trabajar en Racing Club, como ayudante del director técnico Alfio Basile. En 2014 asumió su primer desafío internacional al dirigir en el fútbol chileno al club Magallanes al cual deja el 21 de abril de 2015 debido a once partidos sin ganar y una posición incómoda en la tabla de posiciones.
En enero de 2016 regresó a Racing Club para ser el entrenador de la reserva del club. En octubre de ese mismo año dejó el club para hacerse cargo de la Selección Argentina Sub-20. En el Campeonato Sudamericano Sub-20 de 2017, la selección obtuvo el último puesto clasificatorio a la Copa Mundial Sub-20 de 2017, en la que quedó fuera en la primera ronda.

## Clubes

### Divisiones inferiores
| Club            | País      | Año         |
| --------------- | --------- | ----------- |
| Central Córdoba | Argentina | 1987 - 1988 |
| Racing Club     | Argentina | 1988 - 1989 |
| Rosario Central | Argentina | 1989 - 1990 |

### Como profesional
| Club             | País      | Año         |
| ---------------- | --------- | ----------- |
| Rosario Central  | Argentina | 1990 - 1994 |
| Tampico Madero   | México    | 1994 - 1995 |
| Racing Club      | Argentina | 1995 - 2004 |
| Tokyo Verdy 1969 | Japón     | 2004 - 2005 |
| Racing Club      | Argentina | 2005 - 2006 |
| Huracán          | Argentina | 2006 - 2007 |

### Como entrenador
| Club                       | País      | Año         |
| -------------------------- | --------- | ----------- |
| Huracán                    | Argentina | 2007 - 2008 |
| Independiente Rivadavia    | Argentina | 2010        |
| Boca Unidos de Corrientes  | Argentina | 2012 - 2013 |
| Magallanes                 | Chile     | 2014 - 2015 |
| Racing Club                | Argentina | 2016        |
| Selección Argentina sub-20 | Argentina | 2016 - 2017 |
| Racing Club                | Argentina | 2021        |

### Como ayudante de campo
| Club            | País           | Año             |
| --------------- | -------------- | --------------- |
| Racing Club     | Argentina      | 2011 - 2012     |
| Al-Nassr        | Arabia Saudita | 2021 - 2022     |
| Rosario Central | Argentina      | 2023 - 2024     |
| San Lorenzo     | Argentina      | 2024 - 2025     |
| Boca Juniors    | Argentina      | 2025 - presente |

## Estadísticas
Datos actualizados al fin de la carrera deportiva.
| Central Córdoba (R) Argentina |               |               |     |    |   |    |    |     |     |    |
| 4.ª | 1987/88       | 4             | 0   | -  | - | -  | -  | 4   | 0   |    |
| 3.ª | 1989-90       | 18            | 0   | -  | - | -  | -  | 18  | 0   |    |
| Total club | Total club    | 22            | 0   | 0  | 0 | 0  | 0  | 22  | 0   |    |
| Rosario Central Argentina |               |               |     |    |   |    |    |     |     |    |
| 1.ª | 1990/91       | 19            | 1   | -  | - | -  | -  | 19  | 1   |    |
| 1.ª | A-1991        | 19            | 0   | -  | - | -  | -  | 19  | 0   |    |
| 1.ª | C-1992        | 19            | 4   | -  | - | -  | -  | 19  | 4   |    |
| 1.ª | A-1992        | 19            | 0   | -  | - | -  | -  | 19  | 0   |    |
| 1.ª | C-1993        | 18            | 0   | -  | - | -  | -  | 18  | 0   |    |
| 1.ª | A-1993        | 12            | 1   | -  | - | -  | -  | 12  | 1   |    |
| 1.ª | C-1994        | 10            | 0   | -  | - | -  | -  | 17  | 5   |    |
| Total club | Total club    | 106           | 5   | 0  | 0 | 0  | 0  | 106 | 5   |    |
| Tampico Madero · México |               |               |     |    |   |    |    |     |     |    |
| 1.ª | 1994-95       | 32            | 3   | -  | - | -  | -  | 32  | 3   |    |
| Total club | Total club    | 32            | 3   | 0  | 0 | 0  | 0  | 32  | 3   |    |
| Racing Club Argentina |               |               |     |    |   |    |    |     |     |    |
| 1.ª | A-1995        | 9             | 0   | -  | - | 2  | 0  | 11  | 0   |    |
| 1.ª | C-1996        | 14            | 0   | -  | - | -  | -  | 14  | 0   |    |
| 1.ª | A-1996        | 15            | 0   | -  | - | 4  | 0  | 19  | 0   |    |
| 1.ª | C-1997        | 17            | 1   | -  | - | 8  | 4  | 25  | 5   |    |
| 1.ª | A-1997        | 10            | 1   | -  | - | 3  | 1  | 13  | 2   |    |
| 1.ª | C-1998        | 16            | 0   | -  | - | -  | -  | 16  | 0   |    |
| 1.ª | A-1998        | 18            | 2   | -  | - | 7  | 0  | 25  | 2   |    |
| 1.ª | C-1999        | 17            | 0   | -  | - | -  | -  | 17  | 0   |    |
| 1.ª | A-1999        | 17            | 1   | -  | - | 5  | 1  | 22  | 2   |    |
| 1.ª | C-2000        | 18            | 0   | -  | - | -  | -  | 18  | 0   |    |
| 1.ª | A-2000        | 18            | 0   | -  | - | -  | -  | 11  | 0   |    |
| 1.ª | C-2001        | 17            | 0   | -  | - | -  | -  | 17  | 0   |    |
| 1.ª | A-2001        | 18            | 0   | -  | - | -  | -  | 18  | 0   |    |
| 1.ª | C-2002        | 18            | 0   | -  | - | -  | -  | 18  | 0   |    |
| 1.ª | A-2002        | 18            | 1   | -  | - | 4  | 0  | 11  | 0   |    |
| 1.ª | C-2003        | 17            | 0   | -  | - | 7  | 0  | 24  | 0   |    |
| 1.ª | A-2003        | 17            | 1   | -  | - | -  | -  | 17  | 0   |    |
| 1.ª | C-2005        | 4             | 0   | -  | - | -  | -  | 24  | 0   |    |
| 1.ª | A-2005        | 3             | 0   | -  | - | -  | -  | 3   | 0   |    |
| 1.ª | C-2006        | 8             | 1   | -  | - | -  | -  | 8   | 1   |    |
| Total club | Total club    | 289           | 7   | 0  | 0 | 40 | 6  | 329 | 13  |    |
| Tokyo Verdy Japón |               |               |     |    |   |    |    |     |     |    |
| 1.ª | 2004          | 25            | 3   | 8  | 0 | -  | -  | 33  | 3   |    |
| Total club | Total club    | 25            | 3   | 8  | 0 | 0  | 0  | 33  | 3   |    |
| Huracán Argentina |               |               |     |    |   |    |    |     |     |    |
| 2.ª | 2006-07       | 38            | 1   | -  | - | -  | -  | 38  | 1   |    |
| 1.ª | A-2007        | 19            | 0   | -  | - | -  | -  | 19  | 0   |    |
| Total club | Total club    | 57            | 1   | 0  | 0 | 0  | 0  | 57  | 1   |    |
| Total carrera | Total carrera | Total carrera | 499 | 19 | 8 | 0  | 40 | 6   | 547 | 25 |
| (1) Incluye datos de la Copa J. League (2004). (2) Incluye datos de la Supercopa Sudamericana (1995, 1996, 1997); Copa Libertadores (1997); Copa Mercosur (1998, 1999); Copa Sudamericana (2002). (3) No incluye goles en partidos amistosos. |               |               |     |    |   |    |    |     |     |    |

## Estadísticas como entrenador
- Datos actualizados al último partido dirigido el 19 de octubre de 2021.

| Equipo                  | Div.                 | Torneo                 | Estadísticas | Estadísticas | Estadísticas | Estadísticas | Estadísticas | Estadísticas | Estadísticas | Estadísticas | Estadísticas |
| Equipo                  | Div.                 | Torneo                 | PJ           | G            | E            | P            | GF           | GC           | DG           | Efectividad% |              |
| ----------------------- | -------------------- | ---------------------- | ------------ | ------------ | ------------ | ------------ | ------------ | ------------ | ------------ | ------------ | ------------ |
| Huracán                 | 1.ª                  | 1ª División 2007-08    | 19           | 5            | 7            | 7            | 15           | 17           | -2           | 38.6%        |              |
| Huracán                 | 1.ª                  | 1ª División 2008-09    | 5            | 1            | 0            | 4            | 4            | 10           | -6           | 20%          |              |
| Huracán                 | Total                | Total                  | 24           | 6            | 7            | 11           | 19           | 27           | -8           | 34.72%       |              |
| Independiente Rivadavia | 2.ª                  | B Nacional 2009/10     | 7            | 1            | 1            | 5            | 9            | 15           | -6           | 19.05%       |              |
| Independiente Rivadavia | Total                | Total                  | 7            | 1            | 1            | 5            | 9            | 15           | -6           | 19.05%       |              |
| Racing Club             | 1.ª                  | Copa Argentina 2011/12 | 1            | 1            | 0            | 0            | 3            | 1            | +2           | 100%         |              |
| Racing Club             | Total                | Total                  | 1            | 1            | 0            | 0            | 3            | 1            | +2           | 100%         |              |
| Boca Unidos             | 2.ª                  | B Nacional 2012/13     | 21           | 8            | 4            | 9            | 18           | 18           | 0            | 44.44%       |              |
| Boca Unidos             | 2.ª                  | Copa Argentina 2012/13 | 3            | 2            | 1            | 0            | 6            | 1            | +5           | 77.78%       |              |
| Boca Unidos             | 2.ª                  | B Nacional 2013/14     | 19           | 3            | 11           | 5            | 18           | 25           | -7           | 35.09%       |              |
| Boca Unidos             | Total                | Total                  | 43           | 13           | 16           | 14           | 42           | 44           | -2           | 42.64%       |              |
| Magallanes              | 2.ª                  | Primera B 2014-15      | 35           | 9            | 10           | 16           | 34           | 47           | -13          | 35.24%       |              |
| Magallanes              | 2.ª                  | Copa Chile 2014-15     | 8            | 5            | 1            | 2            | 17           | 10           | +7           | 66.67%       |              |
| Magallanes              | Total                | Total                  | 43           | 14           | 11           | 18           | 51           | 57           | -6           | 41.09%       |              |
| Racing Club             | 1.ª                  | Copa Argentina 2015/16 | 1            | 1            | 0            | 0            | 2            | 1            | +1           | 100%         |              |
| Racing Club             | 1.ª                  | 1ª División 2016-17    | 1            | 0            | 1            | 0            | 1            | 1            | 0            | 33.33%       |              |
| Racing Club             | Total                | Total                  | 2            | 1            | 1            | 0            | 3            | 2            | +1           | 66.67%       |              |
| Argentina Sub-20        |                      | Sudamericano 2017      | 9            | 3            | 4            | 2            | 15           | 14           | +1           | 48.15%       |              |
| Argentina Sub-20        | Copa Mundial 2017    | 3                      | 1            | 0            | 2            | 6            | 5            | +1           | 33.33%       |              |              |
| Argentina Sub-20        | Total                | Total                  | 12           | 4            | 4            | 4            | 21           | 19           | +2           | 44.44%       |              |
| Racing Club             | 1.ª                  | Campeonato 2021        | 12           | 3            | 6            | 3            | 11           | 9            | +2           | 36.36%       |              |
| Racing Club             | 1.ª                  | Copa Argentina 2019-20 | 1            | 0            | 1            | 0            | 3            | 3            | 0            | 33.33%       |              |
| Racing Club             | Total                | Total                  | 13           | 3            | 7            | 3            | 14           | 12           | +2           | 36.11%       |              |
| Racing Club             | Total en Racing      | Total en Racing        | 16           | 5            | 8            | 3            | 20           | 15           | +5           | 44.44%       |              |
| Total en sus equipos    | Total en sus equipos | Total en sus equipos   | 145          | 43           | 47           | 55           | 162          | 177          | -15          | 40.05%       |              |

## Palmarés

### Como jugador

#### Torneos nacionales
| Título             | Club                       | País      | Año     |
| ------------------ | -------------------------- | --------- | ------- |
| Primera C          | Central Córdoba de Rosario | Argentina | 1987-88 |
| Primera División   | Racing Club                | Argentina | A-2001  |
| Copa del Emperador | Tokyo Verdy                | Japón     | 2004    |

#### Otros logros
| Logro                                   | Club    | País      | Año  |
| --------------------------------------- | ------- | --------- | ---- |
| Ascenso a la Primera División Argentina | Huracán | Argentina | 2006 |

### Distinciones individuales (4)
- Segundo jugador con mayor cantidad de encuentros disputados en Racing Club en la era profesional (329 partidos).
- Más de 400 partidos en la Primera División argentina como jugador.
- Más de 500 partidos en la Argentina (contando Primera B y Nacional B) como jugador.